# Alfonso Aguiló
Alfonso Aguiló Pastrana (ur. 1959 w Madrycie) – hiszpański inżynier, menedżer, pedagog i twórca szkół prywatnych. Prezes Konfederencji Hiszpańskich Ośrodków Edukacyjnych CECE oraz wiceprezes Europejskiego Instytutu Studiów nad Wychowaniem Instituto Europeo de Estudios de la Educación (IEEE).

## Życiorys
1977 – 1983 studiował na wydziale inżynierii lądowej Politechniki Madryckiej. Po studniach poświęcił się jednak różnym pracom o charakterze wychowawczym i edukacyjnym. W latach 2002 – 2013 był dyrektorem Tajamar, zespołu szkół męskich (obejmujących różne poziomy kształcenia, od przedszkola do wyższego szkolnictwa zawodowego) w Madrycie. Jest absolwentem menedżerskiego Programu PADE – IESE Business School (2008).
Od 1991 r. jest wiceprezesem Europejskiego Instytutu Badań Edukacyjnych (IEEE). Od stycznia 2010 jest prezesem fundacji Arenales, a od maja 2015 r. jest również prezesem Konfederencji Hiszpańskich Ośrodków Edukacyjnych CECE.

## Publikacje

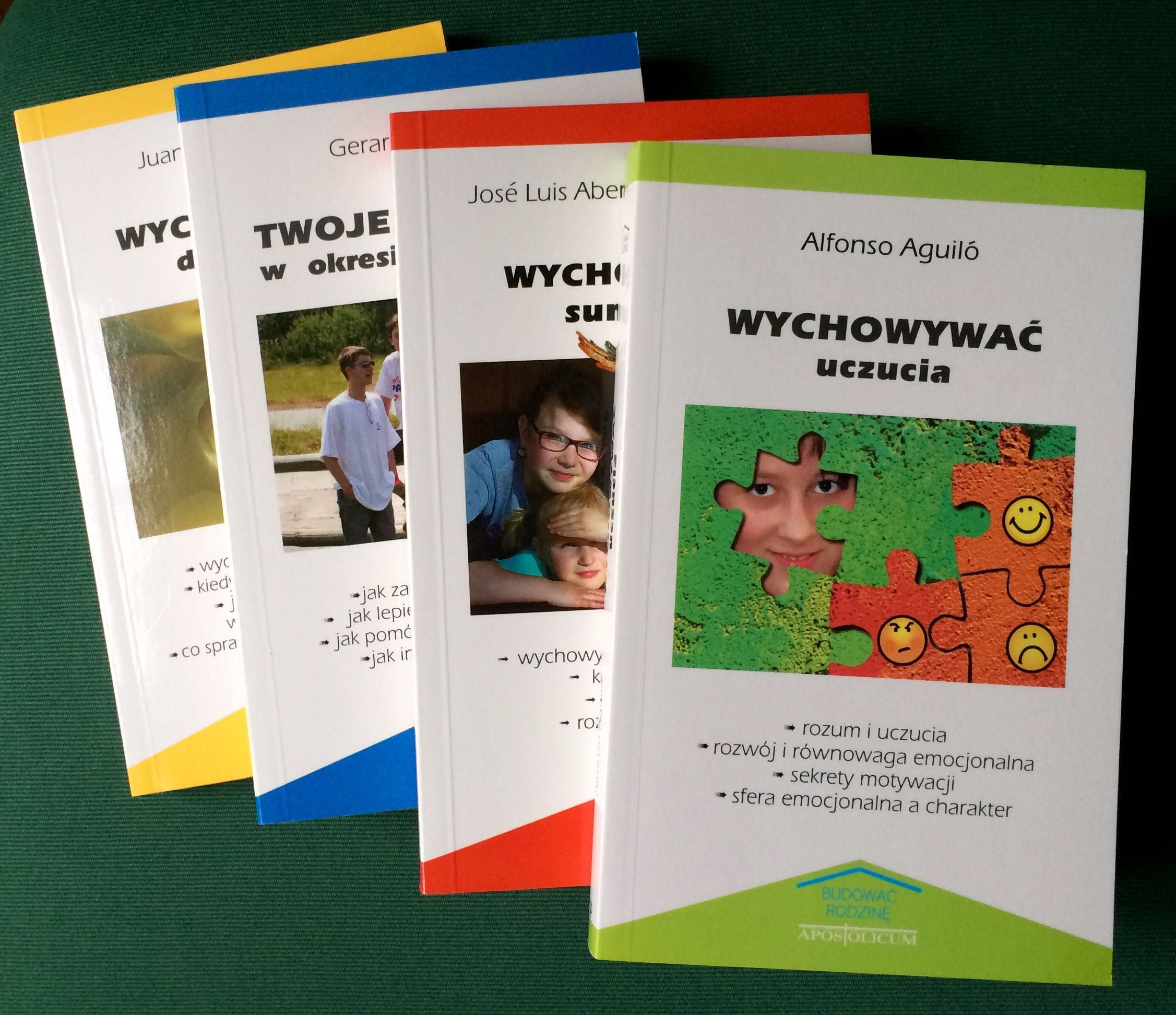
Książka A. Aguiló Wychowywać uczucia wydana w serii wydawniczej Budować Rodzinę

Jest autorem licznych artykułów oraz ponad 10 książek poświęconych wychowaniu i antropologii. W Polsce w serii Budować rodzinę ukazała się jego książka:
- Wychowywać uczucia – Wydawnictwo Apostolicum, Ząbki 2009, 222 s. ISBN 978-83-7031-699-0